# Seven Deadly
Seven Deadly è un album studio del gruppo musicale britannico UFO, pubblicato nel 2012 dalla Steamhammer Records.

## Tracce
1. Fight Night – 4:34 (Phil Mogg, Paul Raymond)
2. Wonderland – 5:08 (Phil Mogg, Vinnie Moore)
3. Mojo Town – 3:56 (Phil Mogg, Vinnie Moore)
4. Angel Station – 6:23 (Phil Mogg, Vinnie Moore)
5. Year of the Gun – 4:07 (Phil Mogg, Paul Raymond)
6. The Last Stone Rider – 3:52 (Phil Mogg, Vinnie Moore)
7. Steal Yourself – 4:46 (Phil Mogg, Vinnie Moore)
8. Burn Your House Down – 4:58 (Phil Mogg, Vinnie Moore)
9. The Fear – 3:44 (Phil Mogg, Paul Raymond)
10. Waving Good Bye – 5:12 (Phil Mogg, Vinnie Moore)

## Formazione
- Phil Mogg - voce
- Vinnie Moore - chitarra solista
- Paul Raymond - tastiere, chitarra ritmica
- Lars Lehmann - basso
- Andy Parker - batteria